# والری گارتونگ
والری کارلوویچ گارتونگ (روسی: Вале́рий Ка́рлович Га́ртунг ; متولد ۱۲ نوامبر ۱۹۶۰) یک سیاستمدار روسی است که به عنوان نماینده دومای ایالتی خدمت می‌کند.
او در ۱۲ نوامبر ۱۹۶۰ در کوپیسک استان چلیابینسک در خانواده یک معدنچی به دنیا آمد. پدر آلمانی و مادر اتکول قزاق است.